# Sharon Tandy

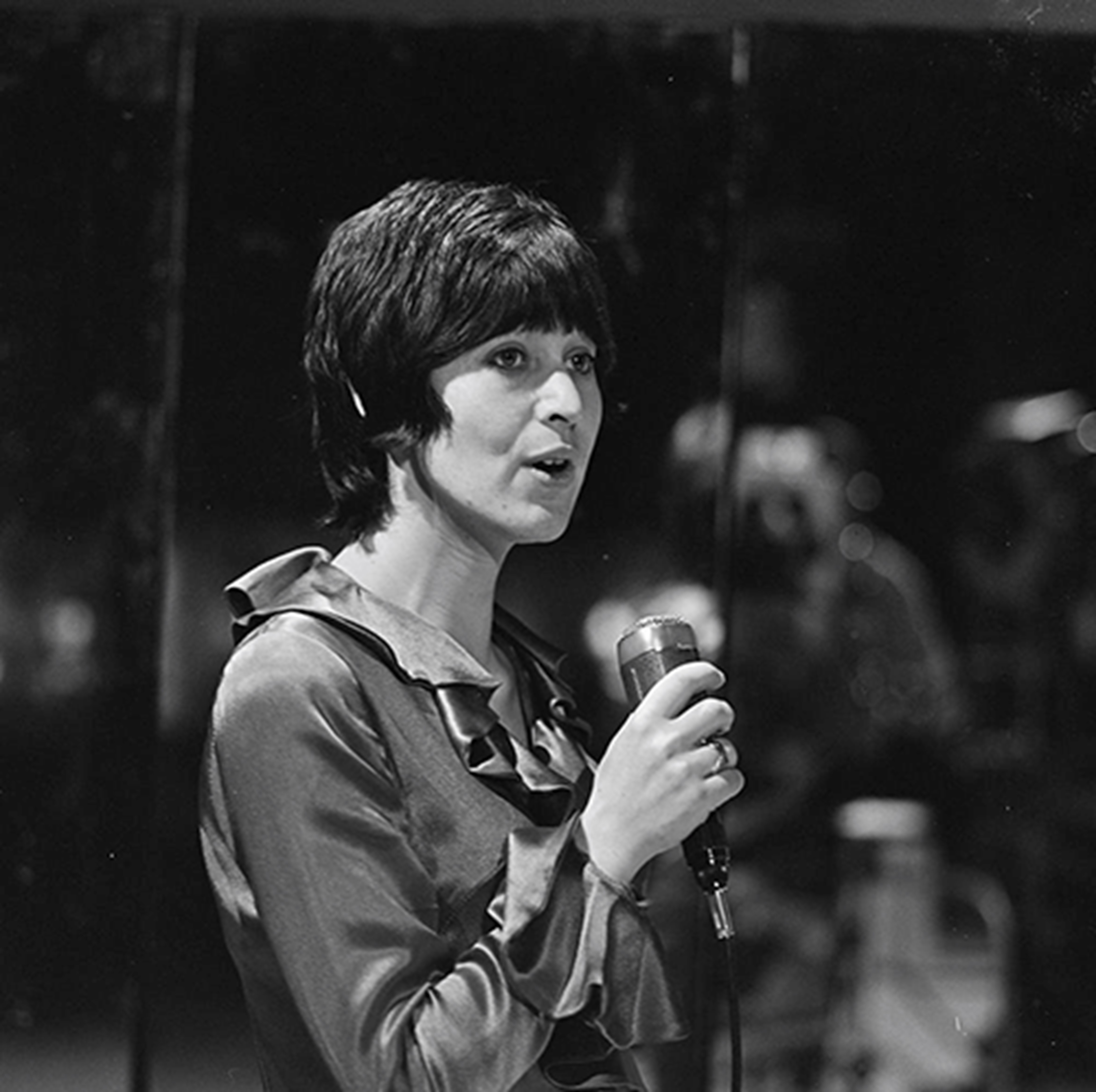
Sharon Tandy (1968)

Sharon Tandy (tên khai sinh là Sharon Finkelstein; 18 tháng 9 năm 1943 - 21 tháng 3 năm 2015) là một ca sĩ người Nam Phi đã đạt được một số thành công tại Vương quốc Anh trong những năm 1960. Năm 1966, cô thu âm một số ca khúc tại hãng phim Stax, một điều hiếm hoi lúc bấy giờ đối với một ca sĩ da trắng người Nam Phi. Cô cũng đã có một số bản hit tại bảng xếp hạng ở Nam Phi trong những năm 1970.

## Những năm 1960
Sinh ra tại Johannesburg, Nam Phi, Tandy xuất hiện trong bộ phim đầu tiên của Nam Phi có tên là Africa Shakes, và sau đó chuyển đến Anh năm 1964 theo đề nghị của Frank Fenter, người đứng đầu hãng thu âm Atlantic, và cũng chính là người mà sau này cô kết hôn. Cô phát hành một số đĩa đơn từ năm 1965 đến năm 1969, và mặc dù không có bài nhạc nào là một hit, cô cũng xuất hiện trên một số chương trình truyền hình thời kỳ đó, chẳng hạn như Beat Club.  Giọng của cô cũng được so sánh với giọng của Julie Driscoll và Christine Perfect.
Năm 1966, cô thu âm các ca khúc tại các phòng thu của McLemore Avenue của hãng thu âm Stax, được hỗ trợ bởi Booker T. & M.G.'s và Isaac Hayes, và đây là một hoạt động mở màn cho tour diễn Stax / Volt năm 1967 tại châu Âu của cô. Năm đó, cô cũng hợp tác với một ban nhạc khác của Fenter có tên là Les Fleur de Lys và thu âm nhiều đĩa đơn cho hãng Atlantic và một phiên bản "Top Gear" của John Peel. Sự thiếu thành công về thương mại và sự trục trặc trong mối quan hệ của cô với Fenter đã khiến cô trở về Nam Phi vào năm 1970.

## Cái chết
Sharon Tandy mất ngày 21 tháng 3 năm 2015, sau một thời gian dài bị bệnh.